# Urko Otegui
Urko Otegui Esnaola (San Sebastián, 11 agosto 1981) è un ex cestista spagnolo, professionista nella Liga ACB.

## Palmarès
- Copa Princesa de Asturias: 3

León: 2007
Palencia: 2015, 2016